# Первомайский (Жирятинский район)
Первомайский — посёлок в Жирятинском районе Брянской области, в составе Воробейнского сельского поселения. 
 Расположен в 3 км к западу от села Рубча. Население — 3 человека (2010).

## История
Основан в 1920-х гг. До 1961 года входил в Рубчанский сельсовет, в 1961—2005 гг. — в Кульневский сельсовет.
| Годы      | 1979 | 1989 | 2002 | 2010 |
| --------- | ---- | ---- | ---- | ---- |
| Население | 78   | 17   | 6    | 3    |